# Нехорошев, Владимир Анфианович
Владимир Анфианович Нехорошев (род. 19 июля 1945 года) — казахстанский общественный деятель, депутат ІІІ и IV созывов мажилиса парламента Республики Казахстан.
Член Народно-демократической партии «Нур Отан».

## Биография
Родился 19 июля 1945 года в селе Приишимское Осакаровского района Карагандинской области.
Образование высшее — Карагандинский политехнический институт, инженер-механик.
Перед избранием в парламент — начальник отдела подготовки кадров управления ОАО «Испат Кармет» (город Темиртау, Карагандинская область).
Депутат мажилиса парламента Республики Казахстан ІІІ созыва от избирательного округа № 39 Карагандинской области. Дата начала полномочий — 2 сентября 2007 года. Член комитета по вопросам экологии и природопользованию мажилиса парламента Республики Казахстан. Активно продвигает идеи улучшения экологических условий труда и природопользования в Республике Казахстан. Поддерживает действующую власть и президента Казахстана Н. А. Назарбаева.

## Высказывания
Предлагая участие Назарбаева в президентских выборах сказал: «Сегодня люди говорят: в этом человеке солнце, пусть его Нур-сияние и дальше освещает наш путь».

## Награды
- Орден «Достык» 2-й степени (2006)
- Медаль «Ветеран труда»
- Медаль «За трудовое отличие» («Ерен еңбек үшін»)
- Медаль «10 лет независимости Республики Казахстан» (2001)
- Медаль «10 лет Астане» (2008)
- Орден Преподобного Сергия Радонежского III степени (РПЦ, 2010)[2]
- Медаль «МПА СНГ. 25 лет» (Межпарламентская ассамблея СНГ, 27 марта 2017) — за заслуги в деле развития и укрепления парламентаризма, за вклад в развитие и совершенствование правовых основ функционирования Содружества Независимых Государств, укрепление международных связей и межпарламентского сотрудничества[3]
- Орден «Содружество» (МПА СНГ, 2010)[4]
- Почётная грамота Государственной Думы Российской Федерации (2011)[5]